# Ófehértó
Ófehértó est un village et une commune du comitat de Szabolcs-Szatmár-Bereg en Hongrie.

## Géographie
Ófehértó est situé à l'est de Nyíregyháza, au voisinage sud-ouest de Baktalórántháza.

## Histoire
Ófehértó (autrefois (Ó-)Fehértó, (Nyír-)Fejértó « lac blanc ») est mentionné pour la première fois en 1220.